# Marie Theres Relin
Marie Theres Kroetz Relin, née Relin à Munich le 30 juin 1966, est une actrice, journaliste et écrivain austro-suisse.

## Biographie
Marie Theres Relin est la fille de l'actrice Maria Schell et du réalisateur Veit Relin. Elle grandit à Heberthal près de Wasserburg am Inn. Après avoir abandonné ses études, elle part à Paris à l'âge de 16 ans. En 1983, elle tourne son premier long métrage L'Étrangère (Secret Places) en Angleterre sous la direction de Zelda Barron.
Dans les années 1984 à 1986, elle obtient plusieurs rôles dans des téléfilms et séries. Elle reçoit la Goldene Kamera en 1987 en tant que Meilleure jeune actrice pour son rôle dans la pièce de théâtre télévisée Das unverhoffte Glück de Franz Josef Wild (de). En 1988, elle apparaît dans Drei D (de), le dernier film de Sönke Wortmann.
Marie Theres interrompt sa carrière d'actrice dans les années 1990.
En 2002, elle lance le site internet www.hausfrauenrevolution.com, et cherche à améliorer l’image traditionnelle des femmes au foyer. Son premier livre, If pigs could fly - Die Hausfrauenrevolution, a été publié en 2004, à partir de diverses histoires individuelles d'utilisatrices de son site internet. À l'automne 2006, Marie Theres Relin continue dans cet axe avec son deuxième livre Wie Frauen ticken, co-écrit avec Hauke Brost. Son premier livre pour enfants (Der kleine Dichter) a été publié en 2008. En 2011, elle publie un livre sur ses ancêtres (Meine Schells – Eine Familie gesucht und mich gefunden).
A partir de 2013, elle reprend sa carrière d'actrice et joue, entre autres, dans Das Geheimnis der Hebamme (de) (2014), Das Geheimnis der Blumeninsel de Rosamunde Pilcher (2018), dans Lena Lorenz et Watzmann ermittelt (2020) devant la caméra. Au théâtre, elle se produit en 2020-2021 dans Ungeheuer heiß, une production de Komödie im Bayerischen Hof (de) et du Theater an der Kö (de) de Düsseldorf.
Elle vit à Wasserburg am Inn et à Tenerife.

## Vie familiale
En 1987, Marie Theres Relin rencontre le dramaturge et acteur Franz Xaver Kroetz ; ils se marient en 1992 et ont trois enfants, dont l'actrice et auteure Joséphine Kroetz (née en 1988). Le mariage s'est terminé par un divorce en novembre 2006.
Dans son autobiographie, Szenen keiner Ehe, écrite avec Franz Xaver Kroetz, elle accuse son oncle Maximilian Schell de l'avoir agressée sexuellement lorsqu'elle avait 14 ans.

## Filmographie

### Cinéma
- 1972 : Die Pfarrhauskomödie
- 1983 : L'Étrangère (Secret Places) de Zelda Barron : Laura Meister
- 1988 : Drei D (de), de Sönke Wortmann
- 2008 : Die Geschichte vom Brandner Kaspar (de) de Joseph Vilsmaier : Traudl

### Télévision
- 1985 : Alte Gauner (de), série télévisée, épisode 1.6 Alte Meister : Miriam
- 1985 : Quo Vadis?, minisérie de Franco Rossi : Lycia
- 1985 : Das Teufelsschiff, téléfilm
- 1986 : Inspecteur Derrick, série télévisée, épisode 13.7 Die Nacht, in der Ronda starb : Ursula Westhof
- 1986 : Les Travailleurs de la mer, minisérie de Gizo Gabeskiria (ru) et Edmond Séchan : Déruchette
- 1987 : Das unverhoffte Glück, pièce de théâtre télévisée : Dominique de Lignon
- 1991 : Peter Strohm, série télévisée, épisode 2.2 Die Erben : Clara Fellner
- 1991 : Le Dernier Mot, téléfilm de Gilles Béhat : Mausi (Marie Theres)[3]
- 2003 : Denninger – Der Mallorcakrimi (de), série télévisée, épisode 1.6 Man stirbt nur einmal : Silke Henning
- 2013 : Voyage au paradis (Kreuzfahrt ins Glück), série télévisée, épisode 8.1 Hochzeitsreise in die Provence : Eva Kahn
- 2015 : Inga Lindström (it), série télévisée, épisode 13.3 Inga Lindström: Leg dich nicht mit Lilli an (de) : Uta Hellberg
- 2016 : Das Geheimnis der Hebamme (de), minisérie de Roland Suso Richter : sœur Agnès
- 2016 : Aktenzeichen XY … ungelöst (de), série télévisée, épisode 1.507 Entführt und vergewaltigt : mère
- 2016 : SOKO München, série télévisée, épisode 42.15 Tremolo : Ruth Schöne
- 2018 : Rosamunde Pilcher (de), série télévisée, épisode 1.148 Das Geheimnis der Blumeninsel : Maggie Foley
- 2020 : Lena Lorenz (de), série télévisée, épisode 6.3 Teufelskreis : Michaela Mielke
- 2021 : Watzmann ermittelt (de), série télévisée, épisode 2.1 Jambo : Gabrielle Schellenberger

## Ouvrages

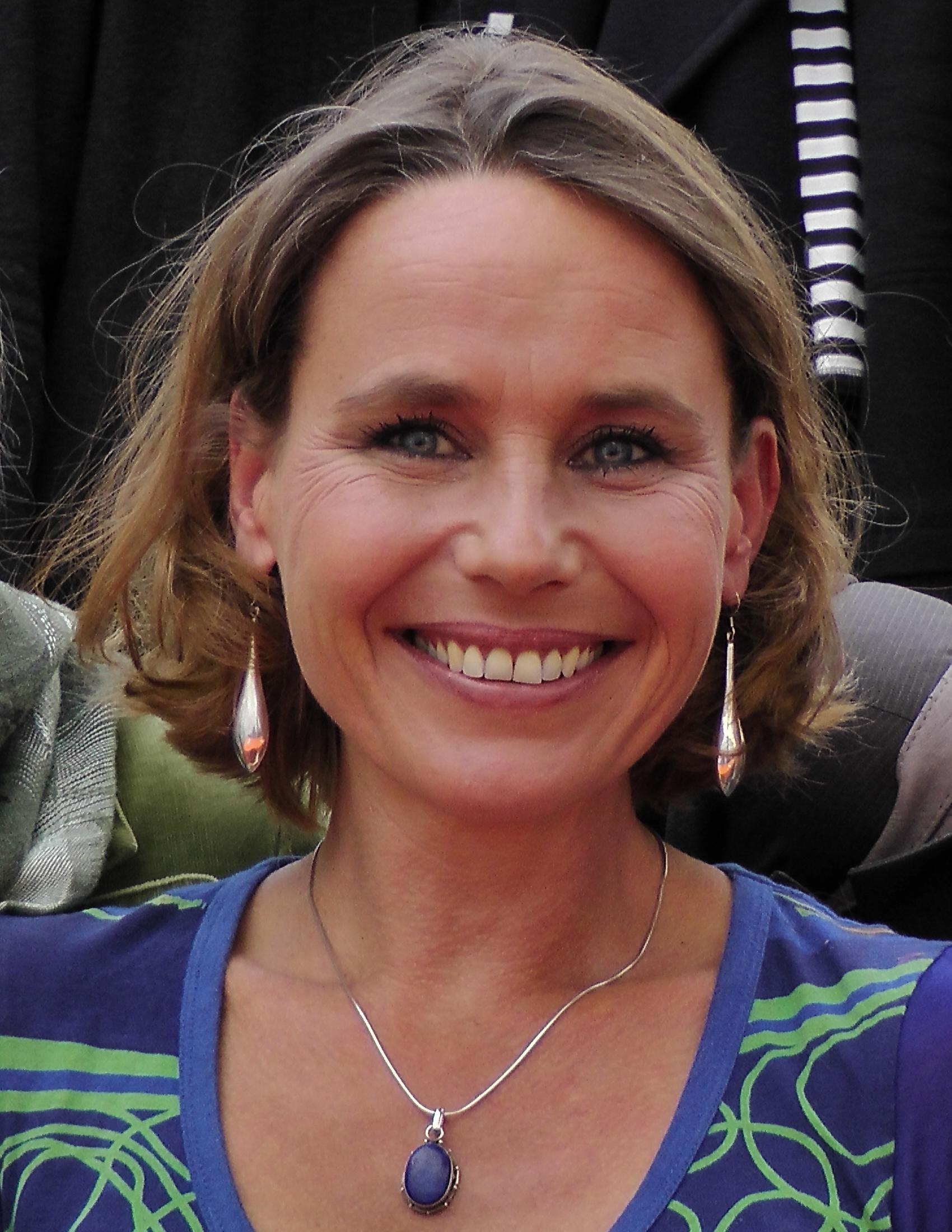
Marie Theres Relin à la Foire aux livres de Leipzig (2011)

- Marie Theres Kroetz-Relin (éd.) et Anja Quattlender, If pigs could fly: Die Hausfrauenrevolution, Munich, Kabel by Piper, 2004 (ISBN 3-8225-0657-5)
- Marie Theres Kroetz-Relin et Hauke Brost, Wie Frauen ticken: über 100 Fakten, die aus jedem Mann einen Frauenversteher machen, Berlin, Schwarzkopf und Schwarzkopf, 2006 (ISBN 3-89602-684-4)
- Marie Theres Kroetz-Relin, Der kleine Dichter: ein Ausmalbuch, Berlin, Autumnus-Verlag, 2008 (ISBN 978-3-938531-21-1)
- Marie Theres Kroetz-Relin et Hauke Brost, Wie Männer & Frauen ticken: Sonderausgabe in einem Band, Berlin, Schwarzkopf & Schwarzkopf, 2009 (ISBN 978-3-89602-875-4)
- Marie Theres Kroetz-Relin, Meine Schells: Eine Familie gesucht und mich gefunden, Munich, LangenMüller, 2011 (ISBN 978-3-7844-3251-9)
- Marie Theres Relin et Franz Xaver Kroetz, Szenen keiner Ehe, Munich, dtv Verlagsgesellschaft, 2023 (ISBN 978-3-423-28374-8)